# KPMG United FC
Il KPMG United FC è una società calcistica delle isole Turks e Caicos. Milita nella MFL League, il campionato di massima serie delle isole, che il club ha vinto due volte, nel 2004 e nel 2005.

## Palmarès

### Competizioni nazionali
- WIV Provo Premier League: 3

2004, 2005, 2008

## Rosa 2007-2008
| N. |                           | Ruolo | Calciatore      |
| -- | ------------------------- | ----- | --------------- |
|    | Turks e Caicos (bandiera) | P     | Gerard Gregg    |
|    | Turks e Caicos (bandiera) | D     | Chris Gannon    |
|    | Turks e Caicos (bandiera) | D     | Paul Slattery   |
|    | Turks e Caicos (bandiera) | D     | Steven Thompson |
|    | Turks e Caicos (bandiera) | C     | Charles Cook    |
|    | Turks e Caicos (bandiera) | C     | Ryan Duffy      |

| N. |                           | Ruolo | Calciatore      |
| -- | ------------------------- | ----- | --------------- |
|    | Turks e Caicos (bandiera) | C     | Ian Hurdle      |
|    | Turks e Caicos (bandiera) | C     | James Slattery  |
|    | Turks e Caicos (bandiera) | C     | Gregory Watts   |
|    | Turks e Caicos (bandiera) | A     | Jerry Stokes    |
|    | Turks e Caicos (bandiera) | A     | Lawrence Harvey |